# Saichangurvel
Saichangurvel — це вимерлий рід ігуанових ящірок з пізньої крейди Монголії. Це член клади під назвою Gobiguania, виключно пізньої крейдяної групи ігуанських ящерів, яка, ймовірно, була ендеміком пустелі Гобі. Типовий вид, Saichangurvel davidsoni, був названий палеонтологами Джеком Конрадом і Марком Нореллом з Американського музею природної історії в 2007 році. Він відомий з єдиного майже повного та повністю сформульованого скелета під назвою IGM 3/858, який було знайдено під час грози, що розривається з брили пісковику в місці викопних решток під назвою Укхаа Толгод. IGM 3/858 походить із формації Djadochta, вік якої становить від 75 до 71 мільйонів років. Як і сьогодні, Гобі була пустелею в крейдяний період. IGM 3/858, можливо, загинув у піщаній дюні, що руйнується, швидке поховання зберегло його скелет у первозданному стані.